# It's Showtime (kickboxing)
It's Showtime foi uma companhia de promoção internacional de kickboxing e artes marciais mistas fundada na Países Baixos. Foi fundada em 1998 pelos Simon Rutz e realizou seu primeiro evento em 1999 e o último no final de 2012.
Os eventos It's Showtime foram promovidos com o K-1 e outras promoções de Europa. Em dezembro de 2007, a primeira temporada do It's Showtime Reality Show foi transmitida no Eurosport, com 19 lutadores de todo o mundo. A parceria com o K-1 continuou até o K-1 encontrar problemas financeiros. 
Em junho de 2012, o It's Showtime foi comprado pela Glory Sports International e depois fundido com sua nova promoção Glory.

## Lutadores notáveis
- Remy Bonjasky
- Hesdy Gerges
- Murthel Groenhart
- Nieky Holzken
- Melvin Manhoef
- Alistair Overeem
- Valentijn Overeem
- Robin van Roosmalen
- Semmy Schilt
- Andy Souwer
- Rico Verhoeven
- Jason Wilnis
- Gilbert Yvel
- Gago Drago
- Marat Grigorian
- Alexey Ignashov
- Dmitry Shakuta
- Cosmo Alexandre
- Alex Pereira
- Thiago Michel
- Thiago Tavares
- Danyo Ilunga
- Chris Ngimbi
- Alviar Lima
- Errol Zimmerman
- Ondřej Hutník
- Cheick Kongo
- Yohan Lidon
- Stefan Leko
- Giorgio Petrosyan
- Masahiro Yamamoto
- Faldir Chahbari
- Badr Hari
- Daniel Ghiță
- Artem Levin
- Andy Ristie
- Rayen Simson
- Tyrone Spong
- Sergio Wielzen
- Björn Bregy
- Orono Wor Petchpun
- Pajonsuk SuperPro Samui
- Mourad Bouzidi
- Murat Direkçi
- Gökhan Saki
- Artur Kyshenko
- Andrew Tate